# Salto de longitud
El salto de longitud o salto largo es una prueba actual del atletismo  que consiste en recorrer la máxima distancia posible en el plano horizontal a partir de un salto tras una carrera.  Forma parte del programa de atletismo en los Juegos Olímpicos en la categoría masculina desde su primera edición celebrada en Atenas 1896 y en la femenina desde Londres 1948. No obstante, esta prueba ya se realizaba en los Juegos Olímpicos en la Antigüedad al menos desde el año 708 a. C., incluida dentro de la prueba del pentatlón.

## Descripción
La carrera previa debe realizarse dentro de un área existente, la cual finaliza en una tabla de batida que indica el punto límite para realizar el impulso; si el saltador pisa por delante del final de la tabla, el salto es nulo. La caída tiene lugar sobre un foso de arena. La distancia del salto se mide desde la tabla de batida hasta la marca más retrasada sobre la arena hecha por cualquier parte del cuerpo del atleta.
En el sistema de competición más habitual, los competidores realizan tres saltos cada uno y los ocho mejores pasan a la siguiente ronda de otros tres saltos. Siempre se tiene en cuenta el salto más largo de cada competidor. Si hay un empate entre los dos atletas, ganará quien haya realizado el segundo salto más largo, y así sucesivamente.

### Área de competición

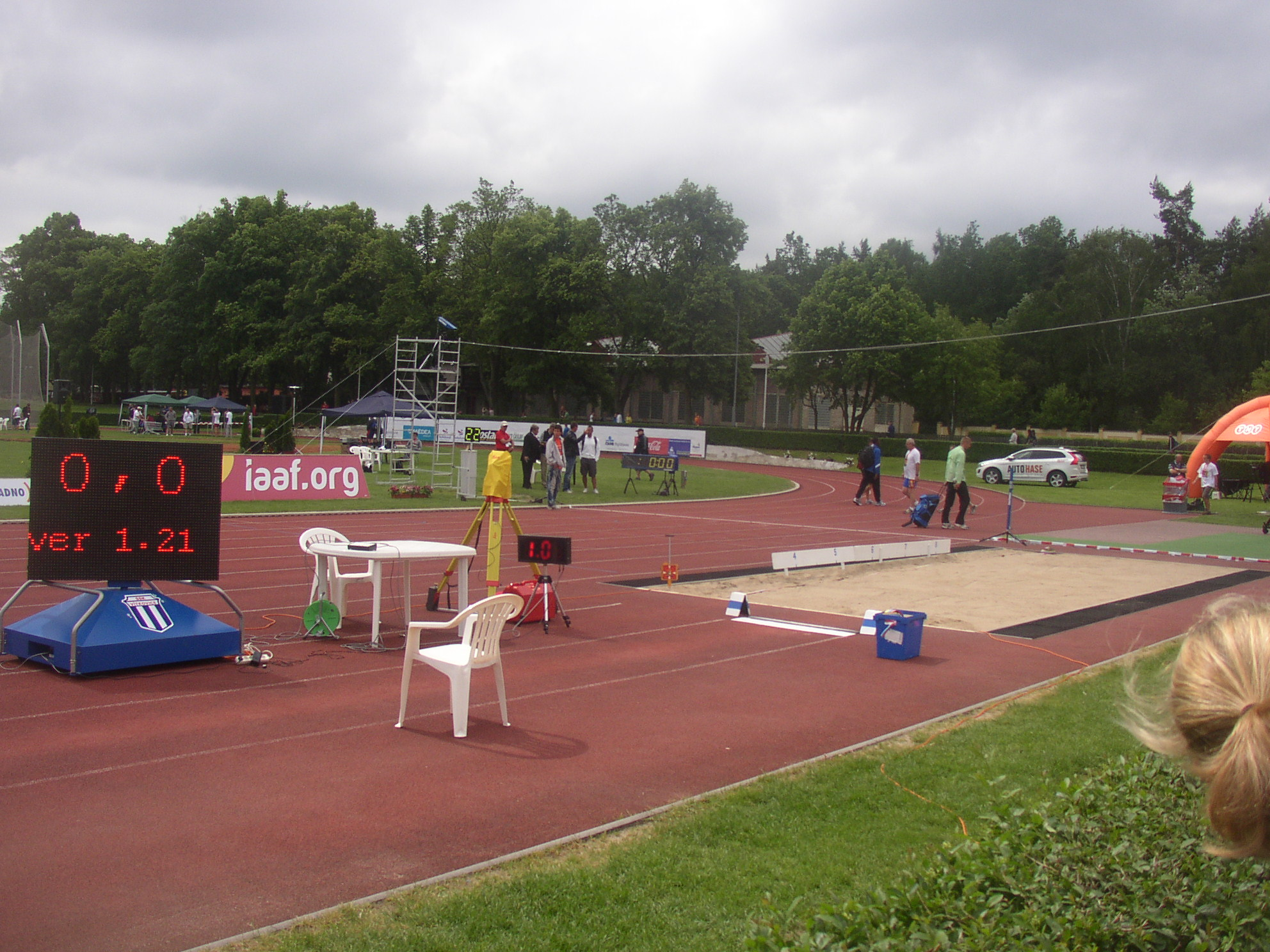
Área de competición

La pista de aceleración no tiene una longitud concreta, pero suele medir aproximadamente 50 metros. La línea de salto está situada entre 1 y 3 metros antes del foso. A continuación de ésta se colocará una tabla cubierta de plastilina o similar que permita la visibilidad de la prueba en el caso de ser rebasada o pisada. El área de aterrizaje o foso es un banco de arena húmeda, de 3 m de ancho y 10 metros de longitud (empezando a un metro como mínimo desde la línea de despegue). Los competidores calzan zapatillas con suela de clavos para no resbalar en el momento de caer al suelo y evitar lesionarse.

### Reglas

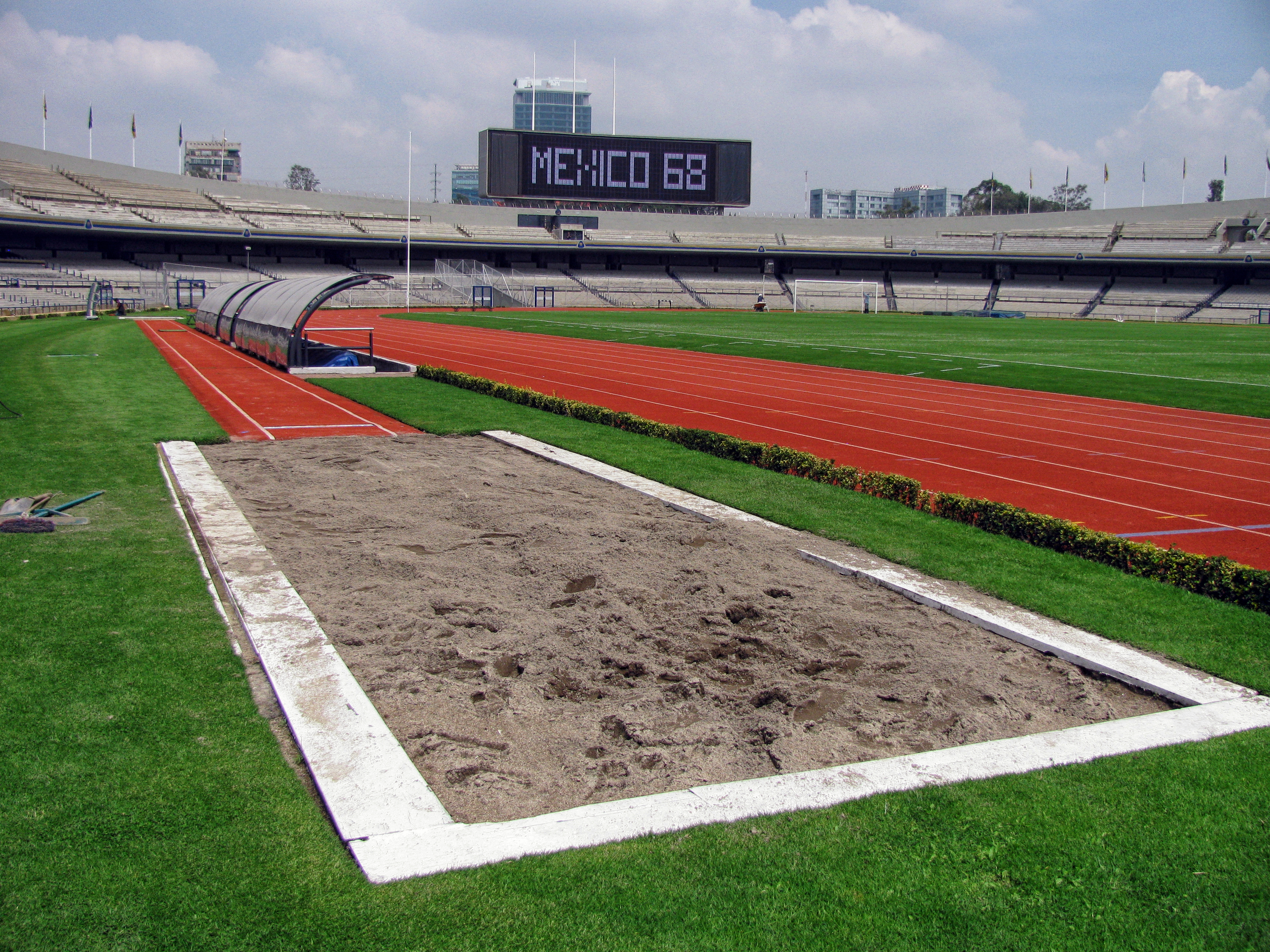
Foso de arena del Estadio Olímpico Universitario de México, donde en 1968 Bob Beamon hizo el llamado "salto del siglo", récord olímpico.

No hay una distancia concreta de carrera antes del salto. El salto se considera nulo si el competidor:
- Toca el indicador (la huella queda marcada en la superficie blanda).
- Salta por delante de la plancha de despegue.
- Toca el terreno fuera del área de aterrizaje dejando una marca más cercana a la línea de despegue que la que dejó en el banco de arena.
- Camina de espaldas por el área de aterrizaje.
- Supera el tiempo estipulado para realizar el salto.

La medida se toma desde el borde más cercano de la marca en la arena, respecto a la línea de despegue, dejada por cualquier parte del cuerpo de la persona que realizó el salto. Cada saltador ejecuta tres saltos de clasificación. Se declara vencedora a la persona que consigue mayor longitud de salto. Si se produce empate, el segundo mejor intento determina la victoria. Cuando haya más de ocho concursantes, cada uno tendrá derecho a tres intentos y los ocho mejores realizarán otros tres intentos de mejora. El tiempo que se dispone para realizar los intentos es de un minuto y de dos minutos en las fases finales de competición.

## Fases
Para lograr un buen salto no solo basta con tener fuerza en las piernas, velocidad y flexibilidad. También hace falta coordinación y técnica. El salto se divide en cuatro fases:

### Fase de aproximación
La carrera tendrá una longitud de 16 a 20 m o 50 m en el caso de los profesionales.

### Fase del impulso
Se trata de lograr el mayor impulso vertical sin pérdida de velocidad. Para ello el saltador realiza un penúltimo paso un poco más largo y un último paso un poco más corto. De esta manera es más sencillo realizar el impulso vertical del centro de gravedad, sin una pérdida de velocidad considerable.

### Fase de la suspensión o vuelo
Existen tres técnicas en los movimientos que ejecuta el atleta durante esta fase. Dichos movimientos van encaminados a adoptar una posición final más equilibrada y rentable
- Técnica natural: para saltos de poca longitud y principiantes. Es muy simple: durante la suspensión la pierna de batida se une a la libre y en esa posición de "sentado" se efectúa la traslación.

- Técnica extensión: consiste en estirar las piernas y flexionar la espalda hacia delante. Se mantiene esta posición evitando que bajen las piernas en la caída. Esta técnica es bastante aceptable: si se hace bien, se gana aproximadamente medio metro respecto a la anterior.

- Técnica de paso o tijeras: el saltador se cierra de forma continua, como si estuviese corriendo en el aire. En función del número de pasos que realice podrá denominarse. Para efectuar el medio, el atleta recoge la pierna libre y muy flexionada la lleva hacia adelante, semiextendiéndola hacia la horizontal y aproximadamente a la misma altura que la pierna de batida. Para propiciar el equilibrio de los movimientos de piernas, los brazos realizan rotaciones a nivel de la articulación del hombro y en el sentido de atrás adelante. Estas acciones van totalmente coordinadas con los movimientos de las piernas. Se den los pasos que se den, finaliza la secuencia con una flexión de tronco adelante sin que bajen las piernas. De esta forma el salto tiene buena proyección. Esta es la mejor técnica para lograr un buen salto. Cuantos más pasos se pueda dar en el aire más largo resultará el salto. Pero también hay atletas que prefieren dar menos pasos en el aire para poder mantener durante más tiempo las piernas estiradas. La caída debería de hacerse con los pies, porque si se cae con el trasero se pierden centímetros, pero la mayoría de los atletas prefiere usar esta técnica aunque no pueda caer con los dos pies.

### Fase de caída
Tras el vuelo, el saltador debe intentar caer de forma que, tras tocar el área de caída con los pies, el resto de su cuerpo rebase la línea paralela imaginaria a la de batida que pasa por sus talones antes de tocar el suelo.

## Récords
Actualizado a junio de 2021
| Récord              | Categoría | Marca (m) | Atleta                | País            | Lugar         | Fecha      |
| ------------------- | --------- | --------- | --------------------- | --------------- | ------------- | ---------- |
| Mundial (WR)        | Hombres   | 8,95      | Mike Powell           | Estados Unidos  | Tokio         | 30-08-1991 |
| Mundial (WR)        | Mujeres   | 7,52      | Galina Chistiakova    | Unión Soviética | Leningrado    | 22-05-1988 |
| Olímpico (OR)       | Hombres   | 8,90      | Bob Beamon            | Estados Unidos  | México D. F.  | 19-10-1968 |
| Olímpico (OR)       | Mujeres   | 7,40      | Jackie Joyner-Kersee  | Estados Unidos  | Seúl          | 29-09-1988 |
| Europeo (ER)        | Hombres   | 8,86      | Robert Emmiyan        | Unión Soviética | Tsaghkadzor   | 22-05-1987 |
| Europeo (ER)        | Mujeres   | 7,52      | Galina Chistiakova    | Unión Soviética | Leningrado    | 22-05-1988 |
| Norteamericano (NA) | Hombres   | 8,95      | Mike Powell           | Estados Unidos  | Tokio         | 30-08-1991 |
| Norteamericano (NA) | Mujeres   | 7,49      | Jackie Joyner-Kersee  | Estados Unidos  | Nueva York    | 22-05-1994 |
| Africano (AF)       | Hombres   | 8,65      | Luvo Manyonga         | Sudáfrica       | Potchefstroom | 22-04-2017 |
| Africano (AF)       | Mujeres   | 7,17      | Ese Brume             | Nigeria         | Chula Vista   | 29-05-2021 |
| Asiático (AS)       | Hombres   | 8,48      | Mohammed Al-Khuwalidi | Arabia Saudita  | Sotteville    | 02-07-2006 |
| Asiático (AS)       | Mujeres   | 7,01      | Weili Yao             | China           | Jinan         | 05-06-1993 |
| Oceánico (OC)       | Hombres   | 8,54      | Mitchell Watt         | Australia       | Estocolmo     | 29-07-2011 |
| Oceánico (OC)       | Mujeres   | 7,05      | Brooke Stratton       | Australia       | Perth         | 12-05-2016 |
| Sudamericano (SA)   | Hombres   | 8,73      | Irving Saladino       | Panamá          | Hengelo       | 24-05-2008 |
| Sudamericano (SA)   | Mujeres   | 7,26      | Maurren Higa Maggi    | Brasil          | Bogotá        | 26-06-1999 |

## Progresión de la marca mundial
- Progresión del récord mundial de salto de longitud.[1][2]

### Masculino

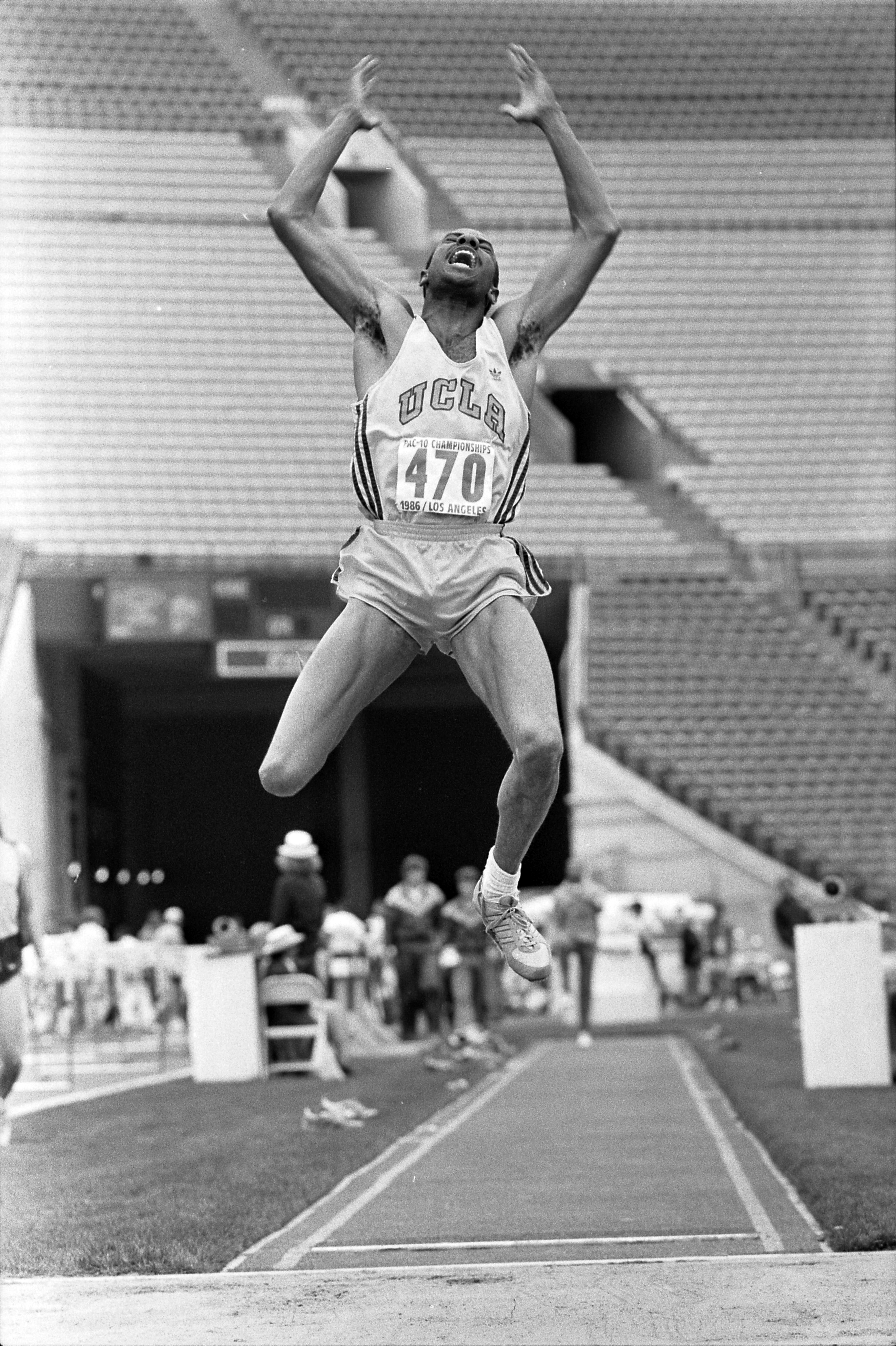
Mike Powell, poseedor del récord mundial desde 1991.

| Marca  | Viento (m/s) | Atleta             | Lugar                    | Fecha                    |
| ------ | ------------ | ------------------ | ------------------------ | ------------------------ |
| 7,61 m |              | Peter O'Connor     | Dublín, Irlanda          | 5 de agosto de 1901      |
| 7,69 m |              | Edwing Gourdin     | Cambridge, EE. UU        | 23 de julio de 1921      |
| 7,76 m |              | Robert LeGendre    | Colombes, Francia        | 7 de julio de 1924       |
| 7,89 m |              | DeHart Hubbard     | Chicago, EE. UU          | 13 de junio de 1925      |
| 7,90 m |              | Ed Hamm            | Cambridge, EE. UU        | 7 de julio de 1928       |
| 7,93 m | 0,0          | Sylvio Cator       | Colombes, Francia        | 9 de septiembre de 1928  |
| 7,98 m | 0,5          | Chuhei Nambu       | Tokio, Japón             | 27 de octubre de 1931    |
| 8,13 m | 1,5          | Jesse Owens        | Ann Arbor, EE. UU        | 25 de mayo de 1935       |
| 8,21 m | 0,0          | Ralph Boston       | Walnut, EE. UU           | 12 de agosto de 1960     |
| 8,24 m | 1,8          | Ralph Boston       | Modesto, EE. UU          | 27 de mayo de 1961       |
| 8,28 m | 1,2          | Ralph Boston       | Moscú, Unión Soviética   | 16 de julio de 1961      |
| 8,31 m | -0,1         | Igor Ter-Ovanesyan | Ereván, Unión Soviética  | 10 de junio de 1962      |
| 8,31 m | 0,0          | Ralph Boston       | Kingston, Jamaica        | 15 de agosto de 1964     |
| 8,34 m | 1,0          | Ralph Boston       | Los Ángeles, EE. UU      | 12 de septiembre de 1964 |
| 8,35 m | 0,0          | Ralph Boston       | Modesto, EE. UU          | 29 de mayo de 1965       |
| 8,35 m | 0,0          | Igor Ter-Ovanesyan | Ciudad de México, México | 19 de octubre de 1967    |
| 8,90 m | 2,0          | Bob Beamon         | Ciudad de México, México | 18 de octubre de 1968    |
| 8,95 m | 0,3          | Mike Powell        | Tokio, Japón             | 30 de agosto de 1991     |

### Femenino
| Marca   | Viento (m/s) | Atleta                  | Lugar                       | Fecha                    |
| ------- | ------------ | ----------------------- | --------------------------- | ------------------------ |
| 5,16 m  |              | Marie Mejzlikova        | Praga, Checoslovaquia       | 6 de agosto de 1922      |
| 5,30 m  |              | Marie Mejzlikova        | Praga, Checoslovaquia       | 23 de septiembre de 1923 |
| 5,48 m  |              | Muriel Gunn             | Londres, Reino Unido        | 2 de agosto de 1926      |
| 5,50 m  |              | Kinue Hitomi            | Göteborg, Suecia            | 28 de agosto de 1926     |
| 5,575 m |              | Muriel Gunn             | Londres, Reino Unido        | 1 de agosto de 1927      |
| 5,98 m  |              | Kinue Hitomi            | Osaka, Japón                | 20 de mayo de 1928       |
| 6,12 m  |              | Christel Schultz        | Berlín, Alemania            | 30 de julio de 1939      |
| 6,25 m  |              | Fanny Blankers-Koen     | Leiden, Países Bajos        | 19 de septiembre de 1943 |
| 6,28 m  | 0,2          | Yvette Williams         | Gisborne, Nueva Zelanda     | 20 de febrero de 1954    |
| 6,28 m  | 1,3          | Galina Vinogradova      | Moscú, Unión Soviética      | 11 de septiembre de 1955 |
| 6,31 m  | 0,5          | Galina Vinogradova      | Tiflis, Unión Soviética     | 18 de noviembre de 1955  |
| 6,35 m  | 1,0          | Elżbieta Krzesińska     | Budapest, Hungría           | 20 de agosto de 1956     |
| 6,35 m  |              | Elżbieta Krzesińska     | Melbourne, Australia        | 27 de noviembre de 1956  |
| 6,40 m  | 0,0          | Hildrun Claus           | Erfurt, RDA                 | 7 de agosto de 1960      |
| 6,42 m  | 1,4          | Hildrun Claus           | Berlín Este, RDA            | 23 de junio de 1961      |
| 6,48 m  | -1,5         | Tatyana Shchelkanova    | Moscú, Unión Soviética      | 16 de julio de 1961      |
| 6,53 m  | 1,5          | Tatyana Shchelkanova    | Leipzig, RDA                | 10 de junio de 1962      |
| 6,70 m  |              | Tatyana Shchelkanova    | Moscú, Unión Soviética      | 4 de julio de 1964       |
| 6,76 m  | -1,6         | Mary Rand               | Tokio, Japón                | 14 de octubre de 1964    |
| 6,82 m  | 0,0          | Viorica Viscopoleanu    | Ciudad de México, México    | 14 de octubre de 1968    |
| 6,84 m  | 0,0          | Heide Rosendahl         | Turín, Italia               | 3 de septiembre de 1970  |
| 6,92 m  | 1,6          | Angela Voigt            | Dresde, RDA                 | 9 de mayo de 1976        |
| 6,99 m  | 2,0          | Siegrun Siegl           | Dresde, RDA                 | 19 de mayo de 1976       |
| 7,07 m  | 1,9          | Vilma Bardauskienė      | Chișinău, Unión Soviética   | 18 de agosto de 1978     |
| 7,09 m  | 0,0          | Vilma Bardauskienė      | Praga, Checoslovaquia       | 29 de agosto de 1978     |
| 7,15 m  | 0,3          | Anișoara Cușmir-Stanciu | Bucarest, Rumania           | 1 de agosto de 1982      |
| 7,20 m  | -0,3         | Vali Ionescu            | Bucarest, Rumania           | 1 de agosto de 1982      |
| 7,21 m  | 0,6          | Anișoara Cușmir-Stanciu | Bucarest, Rumania           | 15 de mayo de 1983       |
| 7,27 m  | 0,6          | Anișoara Cușmir-Stanciu | Bucarest, Rumania           | 4 de junio de 1983       |
| 7,43 m  | 1,4          | Anișoara Cușmir-Stanciu | Bucarest, Rumania           | 4 de junio de 1983       |
| 7,44 m  | 2,0          | Heike Drechsler         | Berlín Este, RDA            | 22 de septiembre de 1985 |
| 7,45 m  | 0,9          | Heike Drechsler         | Tallin, Unión Soviética     | 21 de junio de 1986      |
| 7,45 m  | 1,1          | Heike Drechsler         | Dresde, RDA                 | 3 de julio de 1986       |
| 7,45 m  | 0,6          | Jackie Joyner-Kersee    | Indianápolis, EE. UU        | 13 de agosto de 1987     |
| 7,45 m  | 1,0          | Galina Chistyakova      | Leningrado, Unión Soviética | 11 de junio de 1988      |
| 7,52 m  | 1,4          | Galina Chistyakova      | Leningrado, Unión Soviética | 11 de junio de 1988      |

## Atletas con mejores marcas mundiales
Actualizado a 1-9-2024

### Categoría masculina
| Clasificación | Marca (m) | Atleta                 | País            | Fecha                    | Lugar           |
| ------------- | --------- | ---------------------- | --------------- | ------------------------ | --------------- |
| 1             | 8,95      | Mike Powell            | Estados Unidos  | 30 de agosto de 1991     | Tokio           |
| 2             | 8,90      | Bob Beamon             | Estados Unidos  | 18 de octubre de 1968    | México D. F.    |
| 3             | 8,87      | Carl Lewis             | Estados Unidos  | 30 de agosto de 1991     | Tokio           |
| 4             | 8,86      | Robert Emmiyan         | Unión Soviética | 22 de mayo de 1987       | Tsaghkadzor     |
| 5             | 8,74      | Larry Myricks          | Estados Unidos  | 13 de julio de 1988      | Indianápolis    |
| 5             | 8,74      | Erick Walder           | Estados Unidos  | 2 de abril de 1994       | El Paso         |
| 5             | 8,74      | Dwight Phillips        | Estados Unidos  | 7 de junio de 2009       | Eugene          |
| 8             | 8,73      | Irving Saladino        | Panamá          | 24 de mayo de 2008       | Hengelo         |
| 9             | 8,71      | Iván Pedroso           | Cuba            | 18 de julio de 1995      | Salamanca       |
| 9             | 8,71      | Sebastian Bayer        | Alemania        | 8 de marzo de 2009       | Turín           |
| 11            | 8,69      | Tajay Gayle            | Jamaica         | 28 de septiembre de 2019 | Doha            |
| 12            | 8,68      | Juan Miguel Echevarría | Cuba            | 30 de junio de 2018      | Bad Langensalza |
| 13            | 8,66      | Louis Tsatoumas        | Grecia          | 2 de junio de 2007       | Kalamata        |
| 14            | 8,65      | Luvo Manyonga          | Sudáfrica       | 22 de abril de 2017      | Potchefstroom   |
| 14            | 8,65      | Miltiadis Tentoglou    | Grecia          | 8 de junio de 2024       | Roma            |

### Categoría femenina
| Clasificación | Marca (m) | Atleta                  | País              | Fecha                    | Lugar          |
| ------------- | --------- | ----------------------- | ----------------- | ------------------------ | -------------- |
| 1             | 7,52      | Galina Chistiakova      | Unión Soviética   | 11 de junio de 1988      | Leningrado     |
| 2             | 7,49      | Jackie Joyner-Kersee    | Estados Unidos    | 22 de mayo de 1994       | Nueva York     |
| 3             | 7,48      | Heike Drechsler         | Alemania Oriental | 9 de julio de 1988       | Neubrandenburg |
| 4             | 7,43      | Anișoara Cușmir-Stanciu | Rumania           | 4 de junio de 1983       | Bucarest       |
| 5             | 7,42      | Tatiana Kotova          | Rusia             | 23 de junio de 2002      | Annecy         |
| 6             | 7,39      | Yelena Belevskaya       | Unión Soviética   | 18 de julio de 1987      | Briansk        |
| 7             | 7,37      | Inessa Kravets          | Unión Soviética   | 11 de junio de 1988      | Kiev           |
| 8             | 7,33      | Tatiana Lébedeva        | Rusia             | 31 de julio de 2004      | Tula           |
| 9             | 7,31      | Yelena Jlopotnova       | Unión Soviética   | 12 de septiembre de 1985 | Alma Atá       |
| 9             | 7,31      | Marion Jones            | Estados Unidos    | 12 de agosto de 1998     | Zúrich         |
| 9             | 7,31      | Brittney Reese          | Estados Unidos    | 2 de julio de 2016       | Eugene         |
| 12            | 7,30      | Malaika Mihambo         | Alemania          | 6 de octubre de 2019     | Doha           |
| 13            | 7,27      | Irina Simagina          | Rusia             | 31 de julio de 2004      | Tula           |
| 14            | 7,26      | Maurren Higa Maggi      | Brasil            | 26 de julio de 1999      | Bogotá         |
| 15            | 7,24      | Larisa Berezhnaya       | Unión Soviética   | 25 de mayo de 1991       | Granada        |
| 15            | 7,24      | Ivana Španović          | Serbia            | 5 de marzo de 2017       | Belgrado       |

## Campeones Olímpicos

### Masculino
Detalles ver Anexo:Medallistas olímpicos en atletismo (Salto de longitud masculino).
| Edición             | Oro                                               | Plata                                  | Bronce                               |
| ------------------- | ------------------------------------------------- | -------------------------------------- | ------------------------------------ |
| Atenas 1896         | Ellery Clark (6,35 m.) · Estados Unidos           | Robert Garrett · Estados Unidos        | James Connolly · Estados Unidos      |
| París 1900          | Alvin Kraenzlein (7,185 m.) · Estados Unidos      | Myer Prinstein · Estados Unidos        | Patrick Leahy · Reino Unido          |
| Saint Louis 1904    | Myer Prinstein (7,34 m.) · Estados Unidos         | Daniel Frank · Estados Unidos          | Robert Stangland · Estados Unidos    |
| Londres 1908        | Frank Irons (7,48 m.) · Estados Unidos            | Daniel Kelly · Estados Unidos          | Calvin Bricker · Canadá              |
| Estocolmo 1912      | Albert Gutterson (7,60 m) · Estados Unidos        | Calvin Bricker · Canadá                | Georg Åberg · Suecia                 |
| Amberes 1920        | William Petersson (7,15 m.) · Suecia              | Carl Johnson · Estados Unidos          | Erik Abrahamsson · Suecia            |
| París 1924          | William DeHart Hubbard (7,44 m.) · Estados Unidos | Edward Gourdin · Estados Unidos        | Sverre Hansen · Noruega              |
| Ámsterdam 1928      | Ed Hamm (7,73 m.) · Estados Unidos                | Silvio Cator · Haití                   | Alfred Bates · Estados Unidos        |
| Los Ángeles 1932    | Ed Gordon (7,64 m.) · Estados Unidos              | Lambert Redd · Estados Unidos          | Chuhei Nambu · Japón                 |
| Berlín 1936         | Jesse Owens (8,06 m.) · Estados Unidos            | Lutz Long · Alemania                   | Naoto Tajima · Japón                 |
| Londres 1948        | Willie Steele (7,82 m.) · Estados Unidos          | Theo Bruce · Estados Unidos            | Herb Douglas · Australia             |
| Helsinki 1952       | Jerome Biffle (7,57 m.) · Estados Unidos          | Meredith Gourdine · Estados Unidos     | Ödön Földessy · Hungría              |
| Melbourne 1956      | Gregory Bell (7,83 m.) · Estados Unidos           | John Bennett · Estados Unidos          | Jorma Valkama · Finlandia            |
| Roma 1960           | Ralph Boston (8,12 m.) · Estados Unidos           | Irvin Roberson · Estados Unidos        | Igor Ter-Ovanesyan · Unión Soviética |
| Tokio 1964          | Lynn Davies (8,07 m.) · Reino Unido               | Ralph Boston · Estados Unidos          | Igor Ter-Ovanesyan · Unión Soviética |
| México 1968         | Bob Beamon (8,90 m. ) · Estados Unidos            | Klaus Beer · Alemania Occidental       | Ralph Boston · Estados Unidos        |
| Múnich 1972         | Randy Williams (8,24 m.) · Estados Unidos         | Hans Baumgartner · Alemania Occidental | Arnie Robinson · Estados Unidos      |
| Montreal 1976       | Arnie Robinson (8,35 m.) · Estados Unidos         | Randy Williams · Estados Unidos        | Frank Wartenberg · Alemania Oriental |
| Moscú 1980          | Lutz Dombrowski (8,54 m.) · Alemania Oriental     | Frank Paschek · Alemania Oriental      | Valeriy Podluzhniy · Unión Soviética |
| Los Ángeles 1984    | Carl Lewis (8,54 m.) · Estados Unidos             | Gary Honey · Australia                 | Giovanni Evangelisti · Italia        |
| Seúl 1988           | Carl Lewis (8,72 m.) · Estados Unidos             | Mike Powell · Estados Unidos           | Larry Myricks · Estados Unidos       |
| Barcelona 1992      | Carl Lewis (8,67 m.) · Estados Unidos             | Mike Powell · Estados Unidos           | Joe Greene · Estados Unidos          |
| Atlanta 1996        | Carl Lewis (8,50 m) · Estados Unidos              | James Beckford · Jamaica               | Joe Greene · Estados Unidos          |
| Sídney 2000         | Iván Pedroso (8,55 m.) · Cuba                     | Jai Taurima · Australia                | Roman Shchurenko · Ucrania           |
| Atenas 2004         | Dwight Phillips (8,59 m.) · Estados Unidos        | John Moffitt · Estados Unidos          | Joan-Lino Martínez · España          |
| Pekín 2008          | Irving Saladino (8,34 m.) · Panamá                | Khotso Mokoena · Sudáfrica             | Ibrahim Camejo · Cuba                |
| Londres 2012        | Greg Rutherford (8,31 m.) · Reino Unido           | Mitchell Watt · Australia              | Will Claye · Estados Unidos          |
| Río de Janeiro 2016 | Jeffrey Henderson (8,38 m.) · Estados Unidos      | Luvo Manyonga · Sudáfrica              | Greg Rutherford · Reino Unido        |
| Tokio 2020          | Miltiadis Tentoglu (8,41 m.) · Grecia             | Juan Miguel Echevarría · Cuba          | Maykel Massó · Cuba                  |
| París 2024          | Miltiadis Tentoglu (8,48 m.) · Grecia             | Wayne Pinnock · Jamaica                | Mattia Furlani · Italia              |

### Femenino
| Edición             | Oro                                             | Plata                                  | Bronce                                    |
| ------------------- | ----------------------------------------------- | -------------------------------------- | ----------------------------------------- |
| Londres 1948        | Olga Gyarmati (5,69 m) · Hungría                | Noemí Simonetto de Portela · Argentina | Ann-Britt Leyman · Suecia                 |
| Helsinki 1952       | Yvette Williams (6,24 m) · Nueva Zelanda        | Alexandra Tschudina · Unión Soviética  | Shirley Cawley · Reino Unido              |
| Melbourne 1956      | Elzbieta Krzesinska (6,23 m) · Polonia          | Willye White · Estados Unidos          | Nadeschda Dwalischwili · Unión Soviética  |
| Roma 1960           | Vera Krepkina (6,37 m) · Unión Soviética        | Elzbieta Krzesinska · Polonia          | Hildrun Claus · Equipo Alemán Unificado   |
| Tokio 1964          | Mary Rand (6,76 m.) · Reino Unido               | Irena Szewinska · Polonia              | Tatyana Schtschelkanova · Unión Soviética |
| México 1968         | Viorica Viscopoleanu (6,82 m) · Rumania         | Sheila Sherwood · Reino Unido          | Tatyana Talyscheva · Unión Soviética      |
| Múnich 1972         | Heide Rosendahl (6,78 m) · Alemania Occidental  | Diana Jorgova · Bulgaria               | Eva Šuranová · Checoslovaquia             |
| Montreal 1976       | Angela Voigt (6,72 m) · Alemania Oriental       | Kathy McMillan · Estados Unidos        | Lidija Alfejeva · Unión Soviética         |
| Moscú 1980          | Tatyana Kolpakova (7,06 m) · Unión Soviética    | Brigitte Wujad · Alemania Oriental     | Tatyana Skatschko · Unión Soviética       |
| Los Ángeles 1984    | Anișoara Cușmir-Stanciu (6,96 m) · Rumania      | Vali Ionescu-Constantin · Rumania      | Susan Hearnshaw · Reino Unido             |
| Seúl 1988           | Jackie Joyner-Kersee (7,40 m ) · Estados Unidos | Heike Drechsler · Alemania Oriental    | Galina Chistyakova · Unión Soviética      |
| Barcelona 1992      | Heike Drechsler (7,14 m) · Alemania             | Inessa Kravets · Equipo Unificado      | Jackie Joyner-Kersee · Estados Unidos     |
| Atlanta 1996        | Chioma Ajunwa (7,12 m) · Nigeria                | Fiona May · Italia                     | Jackie Joyner-Kersee · Estados Unidos     |
| Sídney 2000         | Heike Drechsler (6,99 m) · Alemania             | Fiona May · Italia                     | Tatyana Kotova · Rusia                    |
| Atenas 2004         | Tatiana Lebedeva (7,07 m) · Rusia               | Irina Simagina · Rusia                 | Tatyana Kotova · Rusia                    |
| Pekín 2008          | Maurren Higa Maggi (7,04 m) · Brasil            | Tatiana Lebedeva · Rusia               | Blessing Okagbare · Nigeria               |
| Londres 2012        | Brittney Reese (7,12 m) · Estados Unidos        | Yelena Sokolova · Rusia                | Janay DeLoach · Estados Unidos            |
| Río de Janeiro 2016 | Tianna Bartoletta (7,17 m) · Estados Unidos     | Brittney Reese · Estados Unidos        | Ivana Španović · Serbia                   |
| Tokio 2020          | Malaika Mihambo (7,00 m) · Alemania             | Brittney Reese · Estados Unidos        | Ese Brume · Nigeria                       |
| París 2024          | Tara Davis-Woodhall (7,10 m) · Estados Unidos   | Malaika Mihambo · Alemania             | Jasmine Moore · Estados Unidos            |

## Campeones Mundiales
- Ganadores en el Campeonato Mundial de Atletismo.

### Masculino
| Edición         | Oro                | Plata                  | Bronce                 |
| --------------- | ------------------ | ---------------------- | ---------------------- |
| Helsinki 1983   | Carl Lewis         | Jason Grimes           | Mike Conley            |
| Roma 1987       | Carl Lewis         | Robert Ėmmijan         | Larry Myricks          |
| Tokio 1991      | Mike Powell        | Carl Lewis             | Larry Myricks          |
| Stuttgart 1993  | Mike Powell        | Stanislav Tarasenko    | Vitaliy Kyrylenko      |
| Gotemburgo 1995 | Iván Pedroso       | James Beckford         | Mike Powell            |
| Atenas 1997     | Iván Pedroso       | Erick Walder           | Kirill Sosunov         |
| Sevilla 1999    | Iván Pedroso       | Yago Lamela            | Gregor Cankar          |
| Edmonton 2001   | Iván Pedroso       | Savanté Stringfellow   | Carlos Calado          |
| París 2003      | Dwight Phillips    | James Beckford         | Yago Lamela            |
| Helsinki 2005   | Dwight Phillips    | Ignisious Gaisah       | Tommi Evilä            |
| Osaka 2007      | Irving Saladino    | Andrew Howe            | Dwight Phillips        |
| Berlín 2009     | Dwight Phillips    | Godfrey Khotso Mokoena | Mitchell Watt          |
| Daegu 2011      | Dwight Phillips    | Mitchell Watt          | Ngonidzashe Makusha    |
| Moscú 2013      | Aleksandr Menkov   | Ignisious Gaisah       | Luis Rivera            |
| Pekín 2015      | Greg Rutherford    | Fabrice Lapierre       | Wang Jianan            |
| Londres 2017    | Luvo Manyonga      | Jarrion Lawson         | Rushwahl Samaai        |
| Doha 2019       | Tajay Gayle        | Jeffrey Henderson      | Juan Miguel Echevarría |
| Oregón 2022     | Wang Jianan        | Miltiadis Tentoglu     | Simon Ehammer          |
| Budapest 2023   | Miltiadis Tentoglu | Wayne Pinnock          | Tajay Gayle            |

### Femenino
| Edición         | Oro                  | Plata                   | Bronce                |
| --------------- | -------------------- | ----------------------- | --------------------- |
| Helsinki 1983   | Heike Drechsler      | Anișoara Cușmir-Stanciu | Carol Lewis           |
| Roma 1987       | Jackie Joyner-Kersee | Yelena Belevskaya       | Heike Drechsler       |
| Tokio 1991      | Jackie Joyner-Kersee | Heike Drechsler         | Larysa Berezhna       |
| Stuttgart 1993  | Heike Drechsler      | Larysa Berezhna         | Renata Nielsen        |
| Gotemburgo 1995 | Fiona May            | Niurka Montalvo         | Irina Mushayilova     |
| Atenas 1997     | Lyudmila Galkina     | Niki Xanthou            | Fiona May             |
| Sevilla 1999    | Niurka Montalvo      | Fiona May               | Marion Jones          |
| Edmonton 2001   | Fiona May            | Tatyana Kotova          | Niurka Montalvo       |
| París 2003      | Eunice Barber        | Tatyana Kotova          | Anju Bobby George     |
| Helsinki 2005   | Tianna Madison       | Tatyana Kotova          | Eunice Barber         |
| Osaka 2007      | Tatyana Lebedeva     | Lyudmila Kolchanova     | Tatyana Kotova        |
| Berlín 2009     | Brittney Reese       | Tatyana Lebedeva        | Karin Mey Melis       |
| Daegu 2011      | Brittney Reese       | Olga Kucherenko         | Ineta Radēviča        |
| Moscú 2013      | Brittney Reese       | Blessing Okagbare       | Ivana Španović        |
| Pekín 2015      | Tianna Bartoletta    | Shara Proctor           | Ivana Španović        |
| Londres 2017    | Brittney Reese       | Daria Klishina          | Tianna Bartoletta     |
| Doha 2019       | Malaika Mihambo      | Maryna Bej-Romanchuk    | Ese Brume             |
| Oregón 2022     | Malaika Mihambo      | Ese Brume               | Letícia Oro Melo      |
| Budapest 2023   | Ivana Vuleta         | Tara Davis-Woodhall     | Alina Rotaru-Kottmann |

## Mejores marcas por temporada
| Año  | Distancia | Atleta                              | Lugar                 |
| ---- | --------- | ----------------------------------- | --------------------- |
| 1960 | 8.21 m    | Ralph Boston                        | Walnut                |
| 1961 | 8.28 m    | Ralph Boston                        | Moscú                 |
| 1962 | 8.31 m    | Igor Ter-Ovanesyan                  | Ereván                |
| 1963 | 8.20 m    | Ralph Boston                        | Modesto               |
| 1964 | 8.34 m    | Ralph Boston                        | Los Ángeles           |
| 1965 | 8.35 m    | Ralph Boston                        | Modesto               |
| 1966 | 8.23      | Igor Ter-Ovanesyan                  | Leselidze             |
| 1967 | 8.35      | Igor Ter-Ovanesyan                  | Ciudad de México      |
| 1968 | 8.90      | Bob Beamon                          | Ciudad de México      |
| 1969 | 8.21      | Igor Ter-Ovanesyan Waldemar Stępień | OdesaChorzów          |
| 1970 | 8.35      | Josef Schwarz                       | Stuttgart             |
| 1971 | 8.12      | Jan Kobuszewski                     | Varsovia              |
| 1972 | 8.34      | Randy Williams                      | Múnich                |
| 1973 | 8.24      | James McAlister                     | Westwood              |
| 1974 | 8.30      | Arnie Robinson                      | Modesto               |
| 1975 | 8.45      | Nenad Stekić                        | Montreal              |
| 1976 | 8.35      | Arnie Robinson                      | Montreal              |
| 1977 | 8.27      | Nenad Stekić                        | Nova Gorica           |
| 1978 | 8.32      | Nenad Stekić                        | Rovereto              |
| 1979 | 8.52      | Larry Myricks                       | Montreal              |
| 1980 | 8.54      | Lutz Dombrowski                     | Moscú                 |
| 1981 | 8.62      | Carl Lewis                          | Sacramento            |
| 1982 | 8.76      | Carl Lewis                          | Indianápolis          |
| 1983 | 8.79      | Carl Lewis                          | Indianápolis          |
| 1984 | 8.79i     | Carl Lewis                          | Nueva York            |
| 1985 | 8.62      | Carl Lewis                          | Bruselas              |
| 1986 | 8.61      | Robert Emmiyan                      | Moscú                 |
| 1987 | 8.86      | Robert Emmiyan                      | Tsakhkadzor           |
| 1988 | 8.76      | Carl Lewis                          | Indianápolis          |
| 1989 | 8.70      | Larry Myricks                       | Houston               |
| 1990 | 8.66      | Mike Powell                         | Villeneuve d'Ascq     |
| 1991 | 8.95      | Mike Powell                         | Tokio                 |
| 1992 | 8.68      | Carl Lewis                          | Barcelona             |
| 1993 | 8.70      | Mike Powell                         | Salamanca             |
| 1994 | 8.74      | Erick Walder                        | El Paso               |
| 1995 | 8.71      | Iván Pedroso                        | Salamanca             |
| 1996 | 8.58      | Erick Walder                        | Springfield           |
| 1997 | 8.63      | Iván Pedroso                        | Padua                 |
| 1998 | 8.60      | James Beckford                      | Bad Langensalza       |
| 1999 | 8.62i     | Iván Pedroso                        | Maebashi              |
| 2000 | 8.65      | Iván Pedroso                        | Jena                  |
| 2001 | 8.43i     | Iván Pedroso                        | Lisboa                |
| 2002 | 8.59i     | Miguel Pate                         | Nueva York            |
| 2003 | 8.53      | Yago Lamela                         | Castellón             |
| 2004 | 8.60      | Dwight Phillips                     | Linz                  |
| 2005 | 8.60      | Dwight Phillips                     | Helsinki              |
| 2006 | 8.56      | Irving Saladino                     | Río de Janeiro        |
| 2007 | 8.66      | Louis Tsatoumas                     | Kalamata              |
| 2008 | 8.73      | Irving Saladino                     | Hengelo               |
| 2009 | 8.74      | Dwight Phillips                     | Eugene                |
| 2010 | 8.47      | Christian Reif                      | Barcelona             |
| 2011 | 8.54      | Mitchell Watt                       | Estocolmo             |
| 2012 | 8.35      | Greg Rutherford Sergey Morgunov     | Chula VistaCheboksary |
| 2013 | 8.56      | Aleksandr Menkov                    | Moscú                 |
| 2014 | 8.51      | Greg Rutherford                     | Chula Vista           |
| 2015 | 8.52      | Jeff Henderson                      | Toronto               |
| 2016 | 8.58      | Jarrion Lawson                      | Eugene                |
| 2017 | 8.65      | Luvo Manyonga                       | Potchefstroom         |
| 2018 | 8.68      | Juan M. Echevarría                  | Bad Langensalza       |
| 2019 | 8.69      | Tajay Gayle                         | Doha                  |
| 2020 | 8.41      | Juan M. Echevarría                  | Madrid                |
| 2021 | 8.60      | Miltiadis Tentoglou                 | Kallithea             |
| 2022 | 8.55      | Miltiadis Tentoglou                 | Belgrado              |
| 2023 | 8.54      | Wayne Pinnock                       | Budapest              |
| 2024 | 8.65      | Miltiadis Tentoglou                 | Roma                  |

| Año  | Distancia | Atleta               | Lugar                |
| ---- | --------- | -------------------- | -------------------- |
| 1960 | 6.40      | Hildrun Claus        | Erfurt               |
| 1961 | 6.48      | Tatyana Shchelkanova | Moscú                |
| 1962 | 6.62      | Tatyana Shchelkanova | Bruselas             |
| 1963 | 6.60      | Tatyana Shchelkanova | Kurayoshi            |
| 1964 | 6.76      | Mary Rand            | Tokio                |
| 1965 | 6.71      | Tatyana Shchelkanova | Kiev                 |
| 1966 | 6.73      | Tatyana Shchelkanova | Dnepropetrovsk       |
| 1967 | 6.63      | Ingrid Becker        | Kiev                 |
| 1968 | 6.82      | Viorica Viscopoleanu | Ciudad de México     |
| 1969 | 6.64      | Heide Rosendahl      | Leverkusen           |
| 1970 | 6.84      | Heide Rosendahl      | Turín                |
| 1971 | 6.81      | Margrit Herbst       | Leipzig              |
| 1972 | 6.78      | Heide Rosendahl      | Múnich               |
| 1973 | 6.76      | Angela Schmalfeld    | Dresde               |
| 1974 | 6.77      | Angela Schmalfeld    | Berlín Este          |
| 1975 | 6.76      | Lidiya Alfeyeva      | Niza                 |
| 1976 | 6.99      | Siegrun Siegl        | Dresde               |
| 1977 | 6.82      | Vilma Bardauskienė   | Krasnodar            |
| 1978 | 7.09      | Vilma Bardauskienė   | Praga                |
| 1979 | 6.90      | Brigitte Wujak       | Potsdam              |
| 1980 | 7.06      | Tatyana Kolpakova    | Moscú                |
| 1981 | 6.96      | Jodi Anderson        | Colorado Springs     |
| 1982 | 7.20      | Valy Ionescu         | Bucarest             |
| 1983 | 7.43      | Anisoara Cusmir      | Bucarest             |
| 1984 | 7.40      | Heike Drechsler      | Dresde               |
| 1985 | 7.44      | Heike Drechsler      | Berlín               |
| 1986 | 7.45      | Heike Drechsler      | Tallin               |
| 1987 | 7.45      | Jackie Joyner-Kersee | Indianápolis         |
| 1988 | 7.52      | Galina Chistyakova   | Leningrado           |
| 1989 | 7.30      | Galina Chistyakova   | Lipetsk              |
| 1990 | 7.35      | Galina Chistyakova   | Bratislava           |
| 1991 | 7.37      | Heike Drechsler      | Sestriere            |
| 1992 | 7.48      | Heike Drechsler      | Lausanne             |
| 1993 | 7.21      | Heike Drechsler      | Zúrich               |
| 1994 | 7.49      | Jackie Joyner-Kersee | Nueva York           |
| 1995 | 7.09      | Heike Drechsler      | Liévin, Sindelfingen |
| 1996 | 7.12      | Chioma Ajunwa        | Atlanta              |
| 1997 | 7.05      | Lyudmila Galkina     | Atenas               |
| 1998 | 7.31      | Marion Jones         | Eugene               |
| 1999 | 7.26      | Maurren Higa Maggi   | Bogotá               |
| 2000 | 7.09      | Fiona May            | Río de Janeiro       |
| 2001 | 7.12      | Tatyana Kotova       | Turín                |
| 2002 | 7.42      | Tatyana Kotova       | Annecy               |
| 2003 | 7.06      | Maurren Higa Maggi   | Milán                |
| 2004 | 7.33      | Tatyana Lebedeva     | Tula                 |
| 2005 | 7.04      | Irina Simagina       | Sochi                |
| 2006 | 7.12      | Tatyana Kotova       | Novosibirsk          |
| 2007 | 7.21      | Lyudmila Kolchanova  | Sochi                |
| 2008 | 7.12      | Naide Gomes          | Mónaco               |
| 2009 | 7.10      | Brittney Reese       | Berlín               |
| 2010 | 7.13      | Olga Kucherenko      | Sochi                |
| 2011 | 7.19      | Brittney Reese       | Eugene               |
| 2012 | 7.23      | Brittney Reese       | Estambul             |
| 2013 | 7.25      | Brittney Reese       | Doha                 |
| 2014 | 7.02      | Tianna Bartoletta    | Oslo                 |
| 2015 | 7.14      | Tianna Bartoletta    | Pekín                |
| 2016 | 7.31      | Brittney Reese       | Eugene               |
| 2017 | 7.24      | Ivana Španović       | Belgrado             |
| 2018 | 7.05      | Lorraine Ugen        | Birmingham           |
| 2019 | 7.30      | Malaika Mihambo      | Doha                 |
| 2020 | 7.07      | Malaika Mihambo      | Berlín               |
| 2021 | 7.17      | Ese Brume            | Chula Vista          |
| 2022 | 7.13      | Brooke Buschkuehl    | Chula Vista          |
| 2023 | 7.14      | Ivana Vuleta         | Budapest             |
| 2024 | 7.22      | Malaika Mihambo      | Roma                 |